# إبراهيم باشا حسن

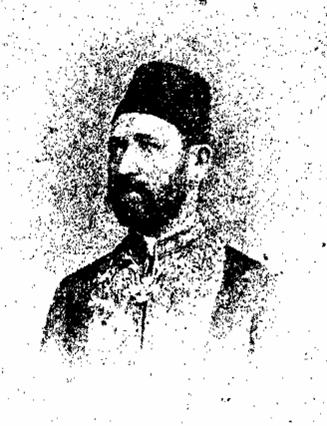
إبراهيم باشا حسن

الدكتور إبراهيم باشا حسن (1844 - 1917)، أستاذ طب مصري من أصل تركي تولى تفتيش الصحة العمومية بمصر، كما تولى إدارة مدرسة طب قصر العيني في أواخر القرن التاسع عشر.

## حياته
ولد إبراهيم حسن بالقاهرة سنة 1844، التحق بمدرسة المهندسخانة حيث تلقى العلوم الابتدائية، ثم انتقل إلى مدرسة المبتديان حيث تعلم اللغتين العربية والتركية. وفي سنة 1858 التحق بمدرسة قصر العيني، حيث درس الطب نحو خمس سنوات. وفي سنة 1863، سافر إلى فيينا مع إرسالية مصرية، حيث قضى عامًا ونصف عام يتعلم اللغتين الألمانية والفرنسية. وفي سنة 1863، التحق بمدرسة الطب بباريس، حيث نال شهادة دكتور سنة 1869، ثم عاد إلى فيينا ودرس الطب الشرعي، ليعود إلى مصر مدرسًا للطب الشرعي بقصر العيني وطبيبًا للأمراض الباطنية بالمستشفى الأميري سنة 1871.
في سنة 1874، انتُدب إبراهيم حسن طبيبًا للعائلة الخديوية في عهد الخديو إسماعيل، وفي سنة 1877 نال الرتبة الثالثة، ثم نال الرتبة الثانية سنة 1878، ثم نال رتبة المتمايز سنة 1879. وبعد أن خُلع إسماعيل وعُين ابنه توفيق باشا، أبحر إسماعيل إلى أوروبا. مصطحبًا عائلته وبطانته وطبيبه الخاص إبراهيم حسن، حيث نزل في مدينة نابولي الإيطالية ضيفًا على أميرها أومبرتو.
كثرت تنقلات إبراهيم باشا حسن مع الخديو المخلوع، الذي انتهى به المقام في الآستانة، وفي النهاية عاد إبراهيم حسن بأسرته سنة 1888 إلى مصر، فعُين مفتشًا لمصلحة عموم الصحة، ومنحه الخديو توفيق رتبة الميرميران. وقد مثّل إبراهيم باشا حسن مصر في المؤتمر الصحي بلندن سنة 1891، ولما عاد إلى مصر عُين سنة 1893 ناظرًا لمدرسة قصر العيني، وفي عهده أعيد تنظيم المدرسة على الطريقة الإنجليزية، وزيادة الأساتذة والإنجليز، وتحويل لغة التعليم إلى الإنجليزية.
له عدة مؤلفات من بينها كتاب في الطب الشرعي وآخر في الطب الباطني. وقد كان عضوًا في الوفد الذي أرسلته الحكومة المصرية إلى الهند للبحث في سبب انتشار الطاعون.

## أسرته
تزوج الدكتور إبراهيم حسن من سيدة ألمانية من برلين تدعى أغنس هيرتسفلد، وكان له منها خمسة أبناء هم علي ويوسف وأمينة وفريدة وملك.

## من مؤلفاته
- الدستور المرعي في الطب الشرعي
- جامعة الدروس السنوية في الأمراض الباطنية (في جزئين)
- روضة الآسي في الطب السياسي (1873):[7] والطب السياسي هو تطبيق العلوم الطبية الطبيعية على الأسئلة الشرعية والسياسية.[8]

## وفاته
في سنة 1914، قام إبراهيم باشا حسن برحلة إلى أوروبا، غير أن الحرب الكبرى حالت دون عودته إلى مصر، فظل في أوروبا حتى توفي سنة 1917.